# Pien (Biéha)
Pour les articles homonymes, voir Pien.
Ne doit pas être confondu avec Pien (Cassou).
Pien est une commune rurale située dans le département de Biéha de la province de Sissili dans la région du Centre-Ouest au Burkina Faso.

## Éducation et santé
Le centre de soins le plus proche de Pien est le centre de santé et de promotion sociale (CSPS) de Biéha.